# Никола Рушиновић
Никола Рушиновић (Филаделфија, 13. новембар 1908 — Филаделфија, август 1993) био је хрватски љекар и дипломата.
Рушиновић је рођен 13. новембра 1908. у Филаделфији, највећем граду америчке савезне државе Пенсилваније. Дипломирао је на Медицинском факултету Свеучилишта у Загребу. Средином тридесетих година 20. вијека радио је у Биограду, а након тога у загребачкој Болници милосрдни сестара. Специјализацију из унутрашњих болести завршио 1940. године.
По успостави Независне Државе Хрватске, Рушиновић је у августу 1941. именован за савјетника у амбасади НДХ у Риму, као и представником при Светој столици. У јуну 1942. именован је за амбасадора и опуномоћеним министром у Министарству иностраних послова. Био је опуномоћеник и при италијанској Вишој команди Оружаних снага у Словенији и Далмацији 2. армије до фебруара 1943. године.
Од јула 1943. до марта 1944. био је генерални конзул у Минхену, а од априла до септембра 1944. амбасадор НДХ у Софији. Послије ослобођења Југославије и пада НДХ, Рушиновић је емигрирао у Сједињене Државе, гдје се бавио љекарском праксом, а предавао је као професор на Универзитету у Луивилу у Кентакију. Специјализовао је психологију у Луивилу 1967, а доживотни члан Америчког удружења психијатара постао је 1986. године.
Преминуо је у августу 1993. године.